# Resolució 2311 del Consell de Seguretat de les Nacions Unides
La Resolució 2311 del Consell de Seguretat de les Nacions Unides fou adoptada per unanimitat el 6 d'octubre de 2016. El Consell va recomanar a l'Assemblea General de les Nacions Unides que nomenés António Guterres com a proper Secretari General de les Nacions Unides.

## Contingut
António Guterres (Lisboa, 30 d'abril de 1949) és un polític portuguès. Va ser president del Partit Socialista Portuguès i primer ministre a la fi dels noranta. Del 2005 al 2015 va ser Alt Comissionat de les Nacions Unides per als Refugiats.
El Consell de Seguretat va examinar la qüestió en relació amb la recomanació del Secretari General de les Nacions Unides i va recomanar a l'Assemblea General que nomenés a Guterres com a Secretari General pel mandat comprès entre l'1 de gener de 2017 i el 31 de desembre de 2021.